# 이진우 (군인)
이진우(李鎭雨, 1970년~)은 대한민국의 군인이다. 수도방위사령부 사령관을 지냈다.
육군사관학교 48기로 졸업하였으며 1992년에 임관하였다. 수도방위사령부 사령관에 2023년에 임명되었다. 2024년 대한민국 비상계엄 당시 여의도 국회의사당 인근에서 현장 지휘를 하였다.

## 학력
- 무학중학교
- 중동고등학교
- 육군사관학교
- 국방대학교

## 경력
- 육군과학화전투훈련단 단장
- 제5군단 참모장
- 제12보병사단 사단장
- 합동참모본부 기획부장
- 수도방위사령부 사령관